# لنتفوهردن
لنتفوهردن (به آلمانی: Lentföhrden) یک شهر در آلمان است که در زگه‌برگ واقع شده‌است.